# روشان علي شودري
محمد روشان علي شودري (البنغالية: মোহাম্মদ রওশন আলী চৌধুরী মোহLAম্মদ รওশন আলী চৌধুरী؛ 1874  –  1933 م) كان صحفيًا وكاتبًا وشاعرًا وسياسيًا بنغاليًا.

## الحياة المبكرة
وُلِد شودري في عام 1874 في قرية ماجورادانجي في بانجشا [الإنجليزية] لعائلة شودري البنغالية المسلمة الأرستقراطية من فريدبور الكبرى [الإنجليزية]. كان والده عنايت الله شودري، وهو شرطي من حيث المهنة. درس في مدرسة في بانجشا. كان شقيقه يعقوب علي شودري، كاتب مقال، وكان شقيقه الأصغر أولاد علي شودري، صحفيًا أيضًا.

## الأعمال
- نيتيبارتا - رسالة أخلاقية (مقال، أواخر عام 1898)
- مينوتي - الطلب (قصيدة، يونيو 1904)

## الوفاة
توفي الرحمن عام 1933 في ماجورادانجا، بانشا أوبازيلا [الإنجليزية]، في منطقة فريدبور [الإنجليزية]، شرق البنغال، في الهند البريطانية.